# Somodi Zoltán
Somodi Zoltán (1978. augusztus 19., Nyárádszereda –) erdélyi magyar mérnök. 2006-2008 között a Tăriceanu-kormány hírközlési és informatikai minisztérium államtitkára  volt.

## Tanulmányok és képzések
- 2002-től Doktori képzés, Kolozsvári Műszaki Egyetem, Számítógépek és Automatizálás Kar, Számítógépek Szak
- 2001-2002: Magiszteri képzés, Kolozsvári Műszaki Egyetem, Számítógépek és Automatizálás Kar, Számítógépek Szak
- 1996–2001: Okleveles mérnök, Kolozsvári Műszaki Egyetem, Számítógépek és Automatizálás Kar, Számítógépek Szak
- 1992–1996: Salamon Ernő Gimnázium, Gyergyószentmiklós, Informatika szakosztály
- 2006: Georgetown University Washington DC, Center for Intercultural Education and Development & USAID Romania: e-Government Training Module (Bukarest)
- 2005: National Informatization CIO Course – Korea Agency for Digital Opportunity & Promotion (Dél-Korea)
- 2005: Project Management Tools & Techniques, PMI Course, StamfordGlobal (Bukarest)